# GtkHTML
A GtkHTML egy nyílt forrású egyszerű böngészőmotor. A GNOME fejlesztői fejlesztik, és néhány GNOME-os program használja (például a yelp, (a GNOME súgóböngészője), az Evolution). Jelenleg két verziója van, a GtkHTML2 és GtkHTML3. A GtkHTML3 a GtkHTML 1 folytatása, ami a KHTML-ből lett kifejlesztve, a GtkHTML2 pedig egy teljes újraírás. A megmaradt GtkHTMLes alkalmazások valószínűleg át fognak térni a Gecko-ra.

## Külső hivatkozások
- FSF Directory
- http://www.advogato.org/proj/GtkHTML/
- Gnome Developing Guide chapter 5 Archiválva 2006. május 9-i dátummal a Wayback Machine-ben